# Maladera major
Maladera major är en skalbaggsart som beskrevs av Gilbert John Arrow 1946. Maladera major ingår i släktet Maladera och familjen Melolonthidae. Inga underarter finns listade i Catalogue of Life.